# Leszcz (powiat Toruński)
Leszcz is een plaats in het Poolse district  Toruński, woiwodschap Koejavië-Pommeren. De plaats maakt deel uit van de gemeente Łubianka en telt 110 inwoners.